# Едно (списание)
„Едно“ е българско списание, публикувано от 2002 до 2012 г. Негови основатели са Асен Асенов, Ива Рудникова и Димитър Славчев. Започнало като лайфстайл списание, през годините тематиката му се разширява, давайки пространство на маргинални и недотам популярни артисти, деятели и изяви.
Главни редактори на списанието са Ива Рудникова, Еми Барух, Веселин Трандов, Бистра Андреева и Бояна Гяурова.